# Worthington George Smith

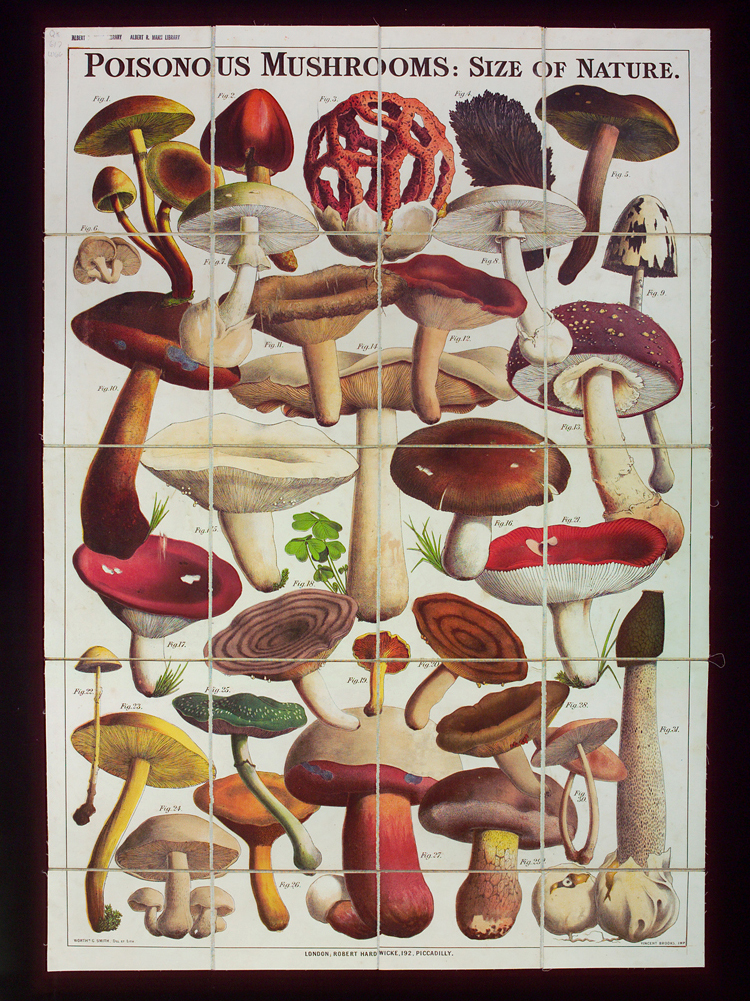
Jedna z jego ilustracji atlasu grzybów

Worthington George Smith (ur. 23 marca 1835 w Londynie, zm. 27 października 1917 w Dunstable) – angielski architekt, ilustrator, archeolog, fitopatolog i mykolog.

## Życiorys
Worthington George Smith urodził się w dzielnicy Shoreditch w Londynie jako syn urzędnika państwowego. Został architektem. W 1856 roku ożenił się z Henriettą White, z którą miał siedmioro dzieci, ale czworo z nich zmarło w dzieciństwie.  Za radą lekarza, który zalecił mu wiejską egzystencję i świeże powietrze, przeprowadzili się do Dunstable. Początkowo pracował w wyuczonym zawodzie, został też ekspertem i sprawozdawcą Towarzystwa Architektonicznego, ale w 1861 r. odszedł z zawodu i rozpoczął samodzielną karierę jako ilustrator. Rysował ilustracje do czasopisma The Builder (czasopismo istniejące do dzisiaj). Jako rysownik działał przez następne 20 lat. Interesował się także archeologią i mykologią, w dziedzinach tych opublikował wiele prac z własnymi ilustracjami. W październiku 1917 r. wyszedł, aby zbadać uszkodzenia spowodowane przez zrzuconą z niemieckiego sterowca bombę. Przemarzł, dwa dni później zachorował i pomimo opieki lekarskiej zmarł.

## Mykologia
Worthington G. Smith zainteresował się grzybami. Badał je i ilustrował. Publikował dużo, pisząc ponad 200 artykułów, a także kilka książek. Jego pierwszym dużym dziełem w 1867 r. było narysowanie kolorowych ilustracji trujących i jadalnych grzybów, wydrukowanych w formacie plakatu na płótnie z dołączoną książeczką. W 1870 r. opublikował Clavis Agaricinorum (klucz do brytyjskiej flory grzybów), a w 1879 r. napisał popularny przewodnik o grzybach. W 1886 r. zilustrował Hymenomycetes Britannici Stevensona. W 1891 opracował suplement do Outlines of British Fungology (Zarysy fungologii brytyjskiej) autorstwa M.J. Berkeleya. W 1908 r. opracował „katalog opisowy” brytyjskich podstawczaków przechowywanych w muzeum. To opracowanie skrytykował później Curtis Gates Lloyd.
W 1875 r. Smith opublikował artykuł opisujący i ilustrujący zimujące zarodniki Phytophthora infestans wywołującego zarazę ziemniaka, chorobę, która wywołała wielki głód w Irlandii. Za to został odznaczony rycerskim złotym medalem Royal Horticultural Society. Został powołany do kilku rządowych komisji ds. chorób roślin. Później jednak Anton de Bary udowodnił, że opisane przez Smitha zarodniki i owocniki należały do innego gatunku grzyba, który zanieczyścił jego preparaty.
G. Smith był pierwszym mykologiem, który zorganizował zbiorowe zbieranie grzybów. Pierwsze odbyło się w 1868 r. Odniosło to tak duży sukces, że odbywało się corocznie przez następne 24 lata. Powstał Woolhope Naturalists Field Club, który organizował to zbiorowe grzybobranie, a Smith został jego ekspertem i publikował   informacje o klubie i jego wypadach terenowych. W 1896 Worthington G. Smith został członkiem-założycielem British Mycological Society, a w 1904 roku został wybrany jego prezesem.
Opisał wiele nowych gatunków grzybów. Przy nazwach naukowych utworzonych przez niego cytatów dodawany jest cytat W.G. Sm. Wiele z utworzonych przezn niego gatunków zostało potem zdegradowane do rangi synonimów, ale niektóre z taksonów ostały się (np. Tubaria, Lepista, Rubinoboletus rubinus, Leucoagaricus georginae . Zebrał kolekcję grzybów, która jest przechowywana w muzeum Kew Gardens.

## Archeologia
Zajmował się również archeologią. Odkrył cztery, z pięciu wówczas znanych stanowisk z dolnego paleolitu w Anglii. W latach 1887–1890 Smith działał jako asystent Stephena Williamsa podczas jego wykopalisk w środkowej Walii w opactwach cystersów w Strata na Florydzie, Strata Marcella i Abbey Cwmhir. Narysował znaleziska do publikacji. Regularnie uczestniczył w letnich spotkaniach Cambrian Archaeological Association w latach 1875–1895.